# Пояна-Крістей
Пояна-Крістей (рум. Poiana Cristei) — село у повіті Вранча в Румунії. Входить до складу комуни Пояна-Крістей.
Село розташоване на відстані 152 км на північний схід від Бухареста, 15 км на захід від Фокшан, 84 км на захід від Галаца, 108 км на схід від Брашова.

## Населення
За даними перепису населення 2002 року у селі проживали 493 особи, усі — румуни. Усі жителі села рідною мовою назвали румунську.